# تاي كون
تاي كون (بالإنجليزية: Ty Coon)‏ هو لاعب كرة قدم أمريكية أمريكي، ولد في 26 يوليو 1915 في وايت بلينس في الولايات المتحدة، وتوفي في 9 يناير 1992 في Watertown, Connecticut ‏ في الولايات المتحدة.